# Calceolaria argentea
Calceolaria argentea är en toffelblomsväxtart som beskrevs av Carl Sigismund Kunth. Calceolaria argentea ingår i släktet toffelblommor, och familjen toffelblomsväxter. Inga underarter finns listade i Catalogue of Life.